# Jason Blum
Jason Ferus Blum (  /blʌm/ ;  nacido el 20 de febrero de 1969)   es un productor de cine y televisión estadounidense. Es el fundador y director ejecutivo de Blumhouse Productions, que produjo las franquicias de terror Paranormal Activity (2007-2021), Insidious (2010-2023), The Purge (2013-2021) y Halloween (2018–2022).
Otras películas de Blumhouse incluyen Sinister (2012), Oculus (2013), Whiplash (2014), The Gallows (2015), The Gift (2015), Hush (2016), Split (2016), Ouija: Origin of Evil (2016), Get Out (2017), Happy Death Day (2017), Upgrade (2018), BlacKkKlansman (2018), Us (2019), The Invisible Man (2020), Freaky (2020), The Black Phone (2021), M3GAN (2022), Five Nights at Freddy's (2023) y Speak No Evil (2024).
Blum recibió nominaciones al Premio de la Academia a la Mejor Película por producir Whiplash (2014), Get Out (2017) y BlacKkKlansman (2018).  Recibió el premio Primetime Emmy a la mejor película para televisión por producir la película dramática The Normal Heart (2014). También ganó el premio Primetime Emmy a la mejor serie documental o de no ficción por la miniserie documental The Jinx (2015).

## Temprana edad y educación
Jason Ferus Blum  nació en Los Ángeles, California,  hijo de Shirley Neilsen Blum (de soltera Neilsen) e Irving Blum. Su madre era profesora de arte y su padre era comerciante de arte independiente y director de la Galería Ferus .   Blum es de ascendencia judía .  
Se graduó en Vassar College en 1991.  Mientras estaba en Vassar, él y su futuro cineasta Noah Baumbach eran compañeros de cuarto, y Blum produjo la primera película de Baumbach, Kicking and Screaming, en 1995.  

## Carrera
Blum trabajó para Bob y Harvey Weinstein como ejecutivo en Miramax, y más tarde como productor independiente para Paramount Pictures . Antes de trabajar en Miramax, Blum fue director de producción en la compañía de teatro Malaparte de Ethan Hawke .  Es miembro del consejo directivo del Museo de la Academia de Cine . 
Obtuvo financiación para su primera película como productor, Kicking and Screaming (1995), tras recibir una carta de un conocido de la familia, el animador Steve Martin, quien respaldó el guion. 
Blum adjuntó la carta a copias del guion que envió a los ejecutivos de Hollywood. 

### Blumhouse Productions
En 2000, fundó Blumhouse Productions, que se especializa en producir películas con micropresupuestos que brindan a los directores control creativo total sobre los proyectos.  Bloomberg News elogió a Blum por realizar "éxitos de taquilla por unos centavos",  incluida la película de terror Actividad Paranormal, cuya realización costó 15.000 dólares y luego recaudó casi 200 millones de dólares.  Además, Planet Money de NPR realizó un podcast especial sobre los métodos de la empresa. 
Blum también produjo Insidious (2010), Sinister (2012), The Purge (2013) y Happy Death Day (2017), así como sus secuelas.  En 2014, se desempeñó como productor ejecutivo de la película para televisión The Normal Heart, que ganó el premio Primetime Emmy a la mejor película para televisión . En 2015, ganó un premio Emmy a la mejor serie documental o de no ficción por The Jinx de HBO. 
Los largometrajes de Blum, BlacKkKlansman, Whiplash y Get Out fueron nominados al Premio de la Academia a la Mejor Película . 
En 2018, Blum dijo en una entrevista que la razón por la que ninguna mujer había dirigido nunca una de sus películas de terror era que "no hay muchas directoras (...) y menos aún que se inclinen por hacer terror".  Después de muchas críticas en las redes sociales, en las que circularon listas de dichos directores,  pidió disculpas por lo que llamó sus "comentarios tontos".  En 2019, Sophia Takal dirigió y coescribió el remake de terror del estudio Black Christmas, que se estrenó el 13 de diciembre y fue la primera película del estudio estrenada en cines por una directora.  

### Otros emprendimientos
El 14 de agosto de 2020, Daily Front Row incluyó a Blum como uno de un grupo de inversores de alto perfil que compraron W, una revista de moda en problemas. 

## Vida personal
El 14 de julio de 2012, Blum se casó con la periodista Lauren AE Schuker en Los Ángeles . 
En julio de 2019, compró una casa adosada en Brooklyn Heights por 9,8 millones de dólares. 

### tableros
Blum forma parte de la junta directiva del Public Theatre de Nueva York, el Instituto Sundance, el Vassar College y el Museo de la Academia de Cine .

### Filantropía
En 2022, Blum donó 10 millones de dólares a Vassar College, la donación más grande jamás otorgada a la universidad por parte de un exalumno. 

## Filmografía

### Películas

#### Universal Pictures
| Año  | Título                    | Director           | Notas                     |
| ---- | ------------------------- | ------------------ | ------------------------- |
| 2013 | The Purge                 | James DeMonaco     |                           |
| 2014 | Not Safe for Work         | Joe Johnston       |                           |
| 2014 | The Purge: Anarchy        | James DeMonaco     |                           |
| 2014 | Mockingbird               | Bryan Bertino      |                           |
| 2014 | Mercy                     | Peter Cornwell     |                           |
| 2014 | Stretch                   | Joe Carnahan       |                           |
| 2014 | Ouija                     | Stiles White       |                           |
| 2014 | Unfriended                | Leo Gabriadze      | Productor Ejecutivo       |
| 2015 | The Boy Next Door         | Rob Cohen          |                           |
| 2015 | Visions                   | Kevin Greutert     |                           |
| 2015 | The Visit                 | M. Night Shyamalan |                           |
| 2015 | Curve                     | Iain Softley       |                           |
| 2015 | Jem and the Holograms     | Jon M. Chu         |                           |
| 2016 | The Veil                  | Phil Joanou        | Directo a vídeo           |
| 2016 | The Purge: Election Year  | James DeMonaco     |                           |
| 2016 | Split                     | M. Night Shyamalan |                           |
| 2016 | Ouija: Origin of Evil     | Mike Flanagan      |                           |
| 2017 | Get Out                   | Jordan Peele       |                           |
| 2017 | Stephanie                 | Akiva Goldsman     |                           |
| 2017 | The Keeping Hours         | Karen Moncrieff    |                           |
| 2017 | Happy Death Day           | Christopher Landon |                           |
| 2018 | Insidious: The Last Key   | Adam Robitel       |                           |
| 2018 | Unfriended: Dark Web      | Stephen Susco      | A través de OTL Releasing |
| 2018 | Upgrade                   | Leigh Whannell     | A través de OTL Releasing |
| 2018 | Truth or Dare             | Jeff Wadlow        |                           |
| 2018 | Delirium                  | Dennis Iliadis     | Directo a video           |
| 2018 | The First Purge           | Gerard McMurray    |                           |
| 2018 | Halloween                 | David Gordon Green |                           |
| 2018 | Seven in Heaven           | Chris Eigeman      |                           |
| 2019 | Glass                     | M. Night Shyamalan |                           |
| 2019 | Don't Let Go              | Jacob Aaron Estes  | A través de OTL Releasing |
| 2019 | Sweetheart                | J. D. Dillard      |                           |
| 2019 | Happy Death Day 2U        | Christopher Landon |                           |
| 2019 | Us                        | Jordan Peele       |                           |
| 2019 | Ma                        | Tate Taylor        |                           |
| 2019 | Black Christmas           | Sophia Takal       |                           |
| 2020 | The Invisible Man         | Leigh Whannell     |                           |
| 2020 | The Hunt                  | Craig Zobel        |                           |
| 2020 | You Should Have Left      | David Koepp        |                           |
| 2020 | Freaky                    | Christopher Landon |                           |
| 2021 | The Forever Purge         | Everardo Gout      |                           |
| 2021 | This Is The Night         | James DeMonaco     |                           |
| 2021 | Halloween Kills           | David Gordon Green |                           |
| 2022 | Firestarter               | Keith Thomas       |                           |
| 2022 | The Black Phone           | Scott Derrickson   |                           |
| 2022 | Halloween Ends            | David Gordon Green |                           |
| 2023 | M3GAN                     | Gerard Johnstone   |                           |
| 2023 | The Exorcist: Believer    | David Gordon Green |                           |
| 2023 | Five Nights at Freddy's   | Emma Tammi         |                           |
| 2024 | Night Swim                | Bryce McGuire      |                           |
| 2024 | Speak No Evil             | James Watkins      |                           |
| 2025 | Wolf Man                  | Leigh Whannell     |                           |
| 2025 | The Woman in the Yard     | Jaume Collet-Serra |                           |
| 2025 | Drop                      | Christopher Landon |                           |
| 2025 | M3GAN 2.0                 | Gerard Johnstone   | Postproducción            |
| 2025 | The Black Phone 2         | Scott Derrickson   | Postproducción            |
| 2025 | Five Nights at Freddy's 2 | Emma Tammi         | Postproducción            |
| 2026 | SOULM8TE                  | Kate Dolan         | Postproducción            |

#### Paramount Pictures
| Productor \| Año \| Título \| Director \| Notas \| \| ---- \| ---------------------------------------- \| -------------------------- \| -------------- \| \| 2007 \| Paranormal Activity \| Oren Peli \| \| \| 2010 \| Paranormal Activity 2 \| Tod Williams \| \| \| 2011 \| Paranormal Activity 3 \| Henry Joost Ariel Schulman \| \| \| 2012 \| Paranormal Activity 4 \| Henry Joost Ariel Schulman \| \| \| 2014 \| Paranormal Activity: The Marked Ones \| Christopher Landon \| \| \| 2015 \| Area 51 \| Oren Peli \| \| \| 2015 \| Paranormal Activity: The Ghost Dimension \| Gregory Plotkin \| \| \| 2021 \| Paranormal Activity: Next of Kin \| William Eubank \| Via Paramount+ \| | Productor ejecutivo - A House on the Bayou (2021) - American Refugee (2021) - Torn Hearts (2022) - Unhuman (2022) - The Visitor (2022) - There's Something Wrong with the Children (2023) - Unseen (2023) - The Passenger (2023) |                            |                |
| Año | Título | Director                   | Notas          |
| 2007 | Paranormal Activity | Oren Peli                  |                |
| 2010 | Paranormal Activity 2 | Tod Williams               |                |
| 2011 | Paranormal Activity 3 | Henry Joost Ariel Schulman |                |
| 2012 | Paranormal Activity 4 | Henry Joost Ariel Schulman |                |
| 2014 | Paranormal Activity: The Marked Ones | Christopher Landon         |                |
| 2015 | Area 51 | Oren Peli                  |                |
| 2015 | Paranormal Activity: The Ghost Dimension | Gregory Plotkin            |                |
| 2021 | Paranormal Activity: Next of Kin | William Eubank             | Via Paramount+ |

#### Lionsgate Films
| Año  | Título              | Director                  | Notas                    |
| ---- | ------------------- | ------------------------- | ------------------------ |
| 2012 | Sinister            | Scott Derrickson          |                          |
| 2012 | The Bay             | Barry Levinson            | Con Roadside Attractions |
| 2014 | Jessabelle          | Kevin Greutert            |                          |
| 2019 | The Gallows: Act II | Chris Lofing Travis Cluff |                          |
| 2024 | Imaginary           | Jeff Wadlow               |                          |

#### Focus Features
| Año  | Título                  | Director       | Notas                 |
| ---- | ----------------------- | -------------- | --------------------- |
| 2015 | Insidious: Chapter 3    | Leigh Whannell | con Gramercy Pictures |
| 2015 | Sinister 2              | Ciarán Foy     | con Gramercy Pictures |
| 2016 | In a Valley of Violence | Ti West        |                       |
| 2018 | BlacKkKlansman          | Spike Lee      |                       |
| 2018 | Bathtubs Over Broadway  | Dava Whisenant | Productor ejecutivo   |
| 2022 | Vengeance               | B. J. Novak    |                       |

#### Sony Pictures Releasing
| Año  | Título                  | Director         | Notas                              |
| ---- | ----------------------- | ---------------- | ---------------------------------- |
| 2014 | Whiplash                | Damien Chazelle  | A través de Sony Pictures Classics |
| 2020 | Fantasy Island          | Jeff Wadlow      |                                    |
| 2020 | The Craft: Legacy       | Zoe Lister-Jones |                                    |
| 2023 | Insidious: The Red Door | Patrick Wilson   |                                    |
| 2024 | Afraid                  | Chris Weitz      |                                    |

#### Netflix
| Productor \| Año \| Título \| Director \| Notas \| \| ---- \| -------------------- \| ---------------- \| ---------- \| \| 2016 \| Hush \| Mike Flanagan \| \| \| 2018 \| Benji \| Brandon Camp \| \| \| 2022 \| Our Father \| Lucie Jourdan \| Documental \| \| 2022 \| Mr. Harrigan's Phone \| John Lee Hancock \| \| | Productor ejecutivo - A Secret Love (2020) (Documental) - Pray Away (2020) (Documental) |                  |            |
| Año | Título                                                                                  | Director         | Notas      |
| 2016 | Hush                                                                                    | Mike Flanagan    |            |
| 2018 | Benji                                                                                   | Brandon Camp     |            |
| 2022 | Our Father                                                                              | Lucie Jourdan    | Documental |
| 2022 | Mr. Harrigan's Phone                                                                    | John Lee Hancock |            |

#### Amazon MGM Studios
| Productor ejecutivo - Black Box (2020) - Evil Eye (2020) - Nocturne (2020) - Bingo Hell (2021) - Black as Night (2021) - Madres (2021) - The Manor (2021) - Nanny (2022) | Productor - The Lie (2018) - Run Sweetheart Run (2020) - Totally Killer (2023) - House of Spoils (2024) |  |

#### FilmDistrict
| Productor \| Año \| Título \| Director \| Notas \| \| ---- \| -------------------- \| ----------- \| ------------------------------------------- \| \| 2010 \| Insidious \| James Wan \| \| \| 2013 \| Insidious: Chapter 2 \| James Wan \| \| \| 2016 \| The Darkness \| Greg McLean \| A través de High Top Releasing; con BH Tilt \| \| 2016 \| Incarnate \| Brad Peyton \| A través de High Top Releasing; con BH Tilt \| | Productor ejecutivo - The Green Inferno (2013) - Sleight (2016) - Birth of the Dragon (2016) |             |                                             |
| Año | Título                                                                                       | Director    | Notas                                       |
| 2010 | Insidious                                                                                    | James Wan   |                                             |
| 2013 | Insidious: Chapter 2                                                                         | James Wan   |                                             |
| 2016 | The Darkness                                                                                 | Greg McLean | A través de High Top Releasing; con BH Tilt |
| 2016 | Incarnate                                                                                    | Brad Peyton | A través de High Top Releasing; con BH Tilt |

#### The Weinsteins
| Productor \| Año \| Título \| Director \| Notas \| \| ---- \| ------------------------- \| -------------------------- \| --------------------------------------------------- \| \| 2013 \| Dark Skies \| Scott Stewart \| A través de Dimension Films y The Weinstein Company \| \| 2016 \| Viral \| Henry Joost Ariel Schulman \| A través de Dimension Films y RADiUS-TWC \| \| 2017 \| Amityville: The Awakening \| Franck Khalfoun \| A través de Dimension Films y RADiUS-TWC \| | Productor ejecutivo - Hamlet (2000) - The Adventures of Tom Thumb and Thumbelina (2002) - The Reader (2008) - Lawless (2012) - 13 Sins (2014) |                            |                                                     |
| Año | Título | Director                   | Notas                                               |
| 2013 | Dark Skies | Scott Stewart              | A través de Dimension Films y The Weinstein Company |
| 2016 | Viral | Henry Joost Ariel Schulman | A través de Dimension Films y RADiUS-TWC            |
| 2017 | Amityville: The Awakening | Franck Khalfoun            | A través de Dimension Films y RADiUS-TWC            |

#### Otros
| Productor \| Año \| Título \| Director \| Distribución \| Notas \| \| ---- \| ----------------------------- \| ----------------------------- \| ------------------------------------ \| ------------------ \| \| 1995 \| Kicking and Screaming \| Noah Baumbach \| Trimark Pictures \| Productor asociado \| \| 2003 \| Easy Six \| Chris Iovenko \| \| \| \| 2006 \| The Darwin Awards \| Finn Taylor \| Metro-Goldwyn-Mayer Icon Productions \| \| \| 2006 \| Griffin & Phoenix \| Ed Stone \| Metro-Goldwyn-Mayer \| \| \| 2008 \| The Accidental Husband \| Griffin Dunne \| Yari Film Group \| \| \| 2010 \| Tooth Fairy \| Michael Lembeck \| 20th Century Fox \| \| \| 2012 \| The Babymakers \| Jay Chandrasekhar \| Millennium Entertainment \| \| \| 2012 \| The Lords of Salem \| Rob Zombie \| Anchor Bay Entertainment \| \| \| 2013 \| Plush \| Catherine Hardwicke \| Millennium Entertainment \| \| \| 2013 \| Best Night Ever \| Jason Friedberg Aaron Seltzer \| Magnolia Pictures \| \| \| 2014 \| Creep \| Patrick Brice \| The Orchard \| \| \| 2014 \| The Town That Dreaded Sundown \| Alfonso Gomez-Rejon \| Orion Pictures \| \| \| 2015 \| The Lazarus Effect \| David Gelb \| Relativity Media \| \| \| 2015 \| The Gallows \| Chris Lofing Travis Cluff \| Warner Bros. Pictures \| \| \| 2015 \| The Gift \| Joel Edgerton \| STX Entertainment \| \| \| 2015 \| Martyrs \| Kevin Goetz Michael Goetz \| Anchor Bay Entertainment \| \| \| 2016 \| Lowriders \| Ricardo de Montreuil \| BH Tilt \| \| \| 2017 \| Creep 2 \| Patrick Brice \| The Orchard \| \| \| 2018 \| Bloodline \| Henry Jacobson \| Momentum Pictures \| \| \| 2019 \| Adopt a Highway \| Logan Marshall-Green \| RLJE Films \| \| \| 2019 \| Prey \| Franck Khalfoun \| Cinedigm \| Directo a vídeo \| \| 2021 \| Groomed \| Gwen van de Pas \| Discovery+ \| Documental \| \| 2021 \| Dashcam \| Rob Savage \| Momentum Pictures \| \| \| 2022 \| They/Them \| John Logan \| Peacock \| \| \| 2026 \| The Mummy \| Lee Cronin \| Warner Bros. Pictures \| \| \| TBA \| Merrily We Roll Along \| Richard Linklater \| \| \| | Productor ejecutivo - One Way Out (1996) - Graduation (2007) - The FP (2011) - Oculus (2013) - Exeter (2015) - Fifteen (2015) (cortometraje) - Stockholm (2018) - The Vigil (2019) - Pharma Bro (2021) (Documental) - Exposure (2022) - Soft & Quiet (2022) |                               |                                      |                    |
| Año | Título | Director                      | Distribución                         | Notas              |
| 1995 | Kicking and Screaming | Noah Baumbach                 | Trimark Pictures                     | Productor asociado |
| 2003 | Easy Six | Chris Iovenko                 |                                      |                    |
| 2006 | The Darwin Awards | Finn Taylor                   | Metro-Goldwyn-Mayer Icon Productions |                    |
| 2006 | Griffin & Phoenix | Ed Stone                      | Metro-Goldwyn-Mayer                  |                    |
| 2008 | The Accidental Husband | Griffin Dunne                 | Yari Film Group                      |                    |
| 2010 | Tooth Fairy | Michael Lembeck               | 20th Century Fox                     |                    |
| 2012 | The Babymakers | Jay Chandrasekhar             | Millennium Entertainment             |                    |
| 2012 | The Lords of Salem | Rob Zombie                    | Anchor Bay Entertainment             |                    |
| 2013 | Plush | Catherine Hardwicke           | Millennium Entertainment             |                    |
| 2013 | Best Night Ever | Jason Friedberg Aaron Seltzer | Magnolia Pictures                    |                    |
| 2014 | Creep | Patrick Brice                 | The Orchard                          |                    |
| 2014 | The Town That Dreaded Sundown | Alfonso Gomez-Rejon           | Orion Pictures                       |                    |
| 2015 | The Lazarus Effect | David Gelb                    | Relativity Media                     |                    |
| 2015 | The Gallows | Chris Lofing Travis Cluff     | Warner Bros. Pictures                |                    |
| 2015 | The Gift | Joel Edgerton                 | STX Entertainment                    |                    |
| 2015 | Martyrs | Kevin Goetz Michael Goetz     | Anchor Bay Entertainment             |                    |
| 2016 | Lowriders | Ricardo de Montreuil          | BH Tilt                              |                    |
| 2017 | Creep 2 | Patrick Brice                 | The Orchard                          |                    |
| 2018 | Bloodline | Henry Jacobson                | Momentum Pictures                    |                    |
| 2019 | Adopt a Highway | Logan Marshall-Green          | RLJE Films                           |                    |
| 2019 | Prey | Franck Khalfoun               | Cinedigm                             | Directo a vídeo    |
| 2021 | Groomed | Gwen van de Pas               | Discovery+                           | Documental         |
| 2021 | Dashcam | Rob Savage                    | Momentum Pictures                    |                    |
| 2022 | They/Them | John Logan                    | Peacock                              |                    |
| 2026 | The Mummy | Lee Cronin                    | Warner Bros. Pictures                |                    |
| TBA | Merrily We Roll Along | Richard Linklater             |                                      |                    |

### Televisión
| Año          | Título                                           | Notas                  |
| ------------ | ------------------------------------------------ | ---------------------- |
| 2002         | Hysterical Blindness                             | película de televisión |
| 2004         | The Fever                                        | película de televisión |
| 2012         | The River                                        | 8 episodios            |
| 2013         | Stranded                                         | 6 episodios            |
| 2014         | The Normal Heart                                 | película de televisión |
| 2014         | Ascension                                        | Miniseries             |
| 2015         | Eye Candy                                        | 10 episodios           |
| 2015         | The Jinx                                         | Miniseries             |
| 2015         | South of Hell                                    | 8 episodios            |
| 2015         | Hellevator                                       | 12 episodios           |
| 2015–2016    | #15SecondScare                                   | 14 episodes            |
| 2016         | Judgment Day: Prison or Parole?                  | 3 episodios            |
| 2016         | 12 Deadly Days                                   | 12 episodios           |
| 2017         | Election Day: Lens Across America                | película de televisión |
| 2017         | Cold Case Files                                  | 10 episodios           |
| 2018         | Run for Your Life                                | piloto de televisión   |
| 2018         | Ghoul                                            | Miniseries             |
| 2018         | Sharp Objects                                    | Miniseries             |
| 2018         | Sacred Lies                                      | 20 episodios           |
| 2018         | Tremors                                          | piloto de televisión   |
| 2019         | Smiley Face Killers: The Hunt For Justice        | 6 episodios            |
| 2019         | No One Saw a Thing                               | 6 episodios            |
| 2019         | Liberty: Mother of Exiles                        | película de televisión |
| 2018–present | Into the Dark                                    | 22 episodios           |
| 2018–2019    | The Purge                                        | 20 episodios           |
| 2020         | Kill Chain: The Cyber War on America's Elections | película de televisión |
| 2020         | Betaal                                           | 4 episodios            |
| 2020         | A Wilderness of Error                            | 5 episodios            |
| 2020         | The Good Lord Bird                               | Miniseries             |
| 2022         | The Thing About Pam                              |                        |
| 2023         | The Horror of Dolores Roach                      | 8 episodios            |

| Año  | Título            | Notas                |
| ---- | ----------------- | -------------------- |
| 2009 | Washingtonienne   | piloto de televisión |
| 2019 | The Loudest Voice | Miniseries           |

## Premios y distinciones
Premios Óscar
| Año  | Categoría      | Película               | Resultado |
| ---- | -------------- | ---------------------- | --------- |
| 2015 | Mejor película | Whiplash               | Nominado  |
| 2018 | Mejor película | Get Out (Déjame salir) | Nominado  |
| 2019 | Mejor película | BlacKkKlansman         | Nominado  |

| Año  | Asociación                                           | Categoría                                                    | Trabajar             | Resultado |
| ---- | ---------------------------------------------------- | ------------------------------------------------------------ | -------------------- | --------- |
| 2010 | 25.º Premios Espíritu Independiente                  | Mejor ópera prima                                            | Actividad Paranormal | Nominado  |
| 2014 | 66.ª edición de los premios Emmy en horario estelar  | Mejor película para televisión                               | The Normal Heart     | Ganador   |
| 2015 | 72.ª edición de los Globos de Oro                    | Mejor Miniserie o Película para Televisión                   | The Normal Heart     | Nominado  |
| 2015 | 26 premios del Sindicato de Productores de América   | Mejor televisión de formato largo                            | The Normal Heart     | Nominado  |
| 2015 | 26 premios del Sindicato de Productores de América   | Mejor película teatral                                       | Whiplash             | Nominado  |
| 2015 | IV Premios Internacionales AACTA                     | La mejor película                                            | Whiplash             | Nominado  |
| 2015 | 30.º Premios Espíritu Independiente                  | La mejor película                                            | Whiplash             | Nominado  |
| 2015 | 67.ª edición de los premios Emmy en horario estelar  | Mejor serie documental o de no ficción                       | The Jinx             | Ganador   |
| 2016 | 27 premios del Sindicato de Productores de América   | Mejor televisión de no ficción                               | The Jinx             | Ganador   |
| 2017 | Premios Gotham del Cine Independiente 2017           | Mejor característica                                         | Get Out              | Nominado  |
| 2018 | 75.ª edición de los Globos de Oro                    | Mejor Película - Musical o Comedia                           | Get Out              | Nominado  |
| 2018 | 29 premios del Sindicato de Productores de América   | Mejor película teatral                                       | Get Out              | Nominado  |
| 2018 | 33.º Premios Espíritu Independiente                  | La mejor película                                            | Get Out              | Ganador   |
| 2018 | Premios Gotham del Cine Independiente 2018           | Serie innovadora: formato largo                              | Sharp Objects        | Nominado  |
| 2019 | 76.ª edición de los Globos de Oro                    | Mejor Película - Drama                                       | BlackKklansman       | Nominado  |
| 2019 | 76.ª edición de los Globos de Oro                    | Mejor Miniserie o Película para Televisión                   | Sharp Objects        | Nominado  |
| 2019 | 30.º Premios del Sindicato de Productores de América | Mejor Serie Limitada de Televisión                           | Sharp Objects        | Nominado  |
| 2019 | 30.º Premios del Sindicato de Productores de América | 72.ª edición de los Premios de Cine de la Academia Británica | La mejor película    | Nominado  |
| 2019 | 91 premios de la Academia                            | Mejor imagen                                                 | Nominado             |           |
| 2019 | 71.ª edición de los premios Emmy en horario estelar  | Serie limitada excepcional                                   | Sharp Objects        | Nominado  |
| 2020 | 77.ª edición de los Globos de Oro                    | Mejor Miniserie o Película para Televisión                   | The Loudest Voice    | Nominado  |
| 2021 | 41.º Premios Frambuesa Dorada                        | Peor imagen                                                  | Fantasy Island       | Nominado  |
| 2022 | 75.º Festival de Cine de Locarno                     | Premio Raimondo Rezzonico (Mejor Productor Independiente)    | Himself              | Ganador   |